# Contea di Upper Lachlan
La contea di Upper Lachlan è una Local Government Area che si trova nel Nuovo Galles del Sud. Essa si estende su una superficie di 7.102 chilometri quadrati e ha una popolazione di 7.559 abitanti. La sede del consiglio si trova a Crookwell.